# Liste des municipalités de Virginie
Le Commonwealth américain de Virginie est divisé en 228 municipalités,. Ces municipalités incluent les villes indépendantes (cities, ou independent incorporated communities dans la Constitution de Virginie), qui cumulent les fonctions de comté et de municipalité, et les towns, qui dépendent d'un comté.
Pour créer une municipalité, un seuil de 1 000 habitants doit être respecté. Ce seuil est porté à 5 000 habitants pour les municipalités indépendantes, cependant un moratoire sur leur création est en vigueur jusqu'au 1er juillet 2018. La loi de Virginie permet également la création de « township » (pour les anciennes towns dont le comté devient une ville indépendante) et de « tier-city » (pour les anciennes villes indépendantes en cas de fusion avec le comté). Ces deux formes de municipalité n'ont jamais été mises en œuvre.

## Liste
- Haut – A
- B
- C
- D
- E
- F
- G
- H
- I
- J
- K
- L
- M
- N
- O
- P
- Q
- R
- S
- T
- U
- V
- W
- X
- Y
- Z

| Nom                   | Comté                     | Population(2010) |
| --------------------- | ------------------------- | ---------------- |
| Abingdon              | Washington                | 8 191            |
| Accomac               | Accomack                  | 519              |
| Alberta               | Brunswick                 | 298              |
| Alexandria            | Ville indépendante        | 139 966          |
| Altavista             | Campbell                  | 3 450            |
| Amherst               | Amherst                   | 2 231            |
| Appalachia            | Wise                      | 1 754            |
| Appomattox            | Appomattox                | 1 733            |
| Ashland               | Hanover                   | 7 225            |
| Bedford               | Bedford                   | 6 222            |
| Belle Haven           | Accomack, Northampton     | 532              |
| Berryville            | Clarke                    | 4 185            |
| Big Stone Gap         | Wise                      | 5 614            |
| Blacksburg            | Montgomery                | 42 620           |
| Blackstone            | Nottoway                  | 3 621            |
| Bloxom                | Accomack                  | 387              |
| Bluefield             | Tazewell                  | 5 444            |
| Boones Mill           | Franklin                  | 239              |
| Bowling Green         | Caroline                  | 1 111            |
| Boyce                 | Clarke                    | 589              |
| Boydton               | Mecklenburg               | 431              |
| Boykins               | Southampton               | 564              |
| Branchville           | Rockingham                | 114              |
| Bridgewater           | Rockingham                | 5 644            |
| Bristol               | Ville indépendante        | 17 835           |
| Broadway              | Rockingham                | 3 691            |
| Brodnax               | Brunswick, Mecklenburg    | 298              |
| Brookneal             | Campbell                  | 1 112            |
| Buchanan              | Botetourt                 | 1 178            |
| Buena Vista           | Ville indépendante        | 6 650            |
| Burkeville            | Nottoway                  | 432              |
| Cape Charles          | Northampton               | 1 009            |
| Capron                | Southampton               | 166              |
| Cedar Bluff           | Tazewell                  | 1 137            |
| Charlotte Court House | Charlotte                 | 543              |
| Charlottesville       | Ville indépendante        | 43 475           |
| Chase City            | Mecklenburg               | 2 351            |
| Chatham               | Pittsylvania              | 1 269            |
| Cheriton              | Northampton               | 487              |
| Chesapeake            | Ville indépendante        | 222 209          |
| Chilhowie             | Smyth                     | 1 781            |
| Chincoteague          | Accomack                  | 2 941            |
| Christiansburg        | Montgomery                | 21 041           |
| Claremont             | Surry                     | 378              |
| Clarksville           | Mecklenburg, Halifax      | 1 139            |
| Cleveland             | Russell                   | 202              |
| Clifton               | Fairfax                   | 282              |
| Clifton Forge         | Alleghany                 | 3 884            |
| Clinchco              | Dickenson                 | 337              |
| Clinchport            | Scott                     | 70               |
| Clintwood             | Dickenson                 | 1 414            |
| Coeburn               | Wise                      | 2 139            |
| Colonial Beach        | Westmoreland              | 3 542            |
| Colonial Heights      | Ville indépendante        | 17 411           |
| Courtland             | Southampton               | 1 284            |
| Covington             | Ville indépendante        | 5 961            |
| Craigsville           | Augusta                   | 923              |
| Crewe                 | Nottoway                  | 2 326            |
| Culpeper              | Culpeper                  | 16 379           |
| Damascus              | Washington                | 814              |
| Danville              | Ville indépendante        | 43 055           |
| Dayton                | Rockingham                | 1 530            |
| Dendron               | Surry                     | 272              |
| Dillwyn               | Buckingham                | 447              |
| Drakes Branch         | Charlotte                 | 530              |
| Dublin                | Pulaski                   | 2 534            |
| Duffield              | Scott                     | 91               |
| Dumfries              | Prince William            | 4 961            |
| Dungannon             | Scott                     | 332              |
| Eastville             | Northampton               | 305              |
| Edinburg              | Shenandoah                | 1 041            |
| Elkton                | Rockingham                | 2 726            |
| Emporia               | Ville indépendante        | 5 927            |
| Exmore                | Northampton               | 1 460            |
| Fairfax               | Ville indépendante        | 22 565           |
| Falls Church          | Ville indépendante        | 12 332           |
| Farmville             | Prince Edward, Cumberland | 8 216            |
| Fincastle             | Botetourt                 | 353              |
| Floyd                 | Floyd                     | 425              |
| Franklin              | Ville indépendante        | 8 582            |
| Fredericksburg        | Ville indépendante        | 24 286           |
| Fries                 | Grayson                   | 484              |
| Front Royal           | Warren                    | 14 440           |
| Galax                 | Ville indépendante        | 7 042            |
| Gate City             | Scott                     | 2 034            |
| Glade Spring          | Washington                | 1 456            |
| Glasgow               | Rockbridge                | 1 133            |
| Glen Lyn              | Giles                     | 115              |
| Gordonsville          | Orange, Louisa            | 1 496            |
| Goshen                | Rockbridge                | 361              |
| Gretna                | Pittsylvania              | 1 267            |
| Grottoes              | Rockingham, Augusta       | 2 668            |
| Grundy                | Buchanan                  | 1 021            |
| Halifax               | Halifax                   | 1 309            |
| Hallwood              | Accomack                  | 206              |
| Hamilton              | Loudoun                   | 506              |
| Hampton               | Ville indépendante        | 137 436          |
| Harrisonburg          | Ville indépendante        | 48 914           |
| Haymarket             | Prince William            | 1 782            |
| Haysi                 | Dickenson                 | 498              |
| Herndon               | Fairfax                   | 23 292           |
| Hillsboro             | Loudoun                   | 80               |
| Hillsville            | Carroll                   | 2 681            |
| Honaker               | Russell                   | 1 449            |
| Hopewell              | Ville indépendante        | 22 591           |
| Hurt                  | Pittsylvania              | 1 304            |
| Independence          | Grayson                   | 947              |
| Iron Gate             | Alleghany                 | 388              |
| Irvington             | Lancaster                 | 432              |
| Ivor                  | Southampton               | 339              |
| Jarratt               | Greensville, Sussex       | 638              |
| Jonesville            | Lee                       | 1 034            |
| Keller                | Accomack                  | 178              |
| Kenbridge             | Lunenburg                 | 1 257            |
| Keysville             | Charlotte                 | 832              |
| Kilmarnock            | Lancaster, Northumberland | 1 487            |
| La Crosse             | Mecklenburg               | 604              |
| Lawrenceville         | Brunswick                 | 1 438            |
| Lebanon               | Russell                   | 3 424            |
| Leesburg              | Loudoun                   | 42 616           |
| Lexington             | Ville indépendante        | 7 042            |
| Louisa                | Louisa                    | 1 555            |
| Lovettsville          | Loudoun                   | 1 613            |
| Luray                 | Page                      | 4 895            |
| Lynchburg             | Ville indépendante        | 75 568           |
| McKenney              | Dinwiddie                 | 483              |
| Madison               | Madison                   | 229              |
| Manassas              | Ville indépendante        | 37 821           |
| Manassas Park         | Ville indépendante        | 14 273           |
| Marion                | Smyth                     | 5 968            |
| Martinsville          | Ville indépendante        | 13 821           |
| Melfa                 | Accomack                  | 408              |
| Middleburg            | Loudoun                   | 673              |
| Middletown            | Frederick                 | 1 265            |
| Mineral               | Louisa                    | 467              |
| Monterey              | Highland                  | 147              |
| Montross              | Westmoreland              | 384              |
| Mount Crawford        | Rockingham                | 433              |
| Mount Jackson         | Shenandoah                | 1 994            |
| Narrows               | Giles                     | 2 029            |
| Nassawadox            | Northampton               | 499              |
| New Castle            | Craig                     | 153              |
| New Market            | Shenandoah                | 2 146            |
| Newport News          | Ville indépendante        | 180 719          |
| Newsoms               | Southampton               | 321              |
| Nickelsville          | Scott                     | 383              |
| Norfolk               | Ville indépendante        | 242 803          |
| Norton                | Ville indépendante        | 3 958            |
| Occoquan              | Prince William, Fairfax   | 934              |
| Onancock              | Accomack                  | 1 263            |
| Onley                 | Accomack                  | 516              |
| Orange                | Orange                    | 4 721            |
| Painter               | Accomack                  | 229              |
| Pamplin City          | Appomattox, Prince Edward | 219              |
| Parksley              | Accomack                  | 842              |
| Pearisburg            | Giles                     | 2 786            |
| Pembroke              | Giles                     | 1 128            |
| Pennington Gap        | Lee                       | 1 781            |
| Petersburg            | Ville indépendante        | 32 420           |
| Phenix                | Charlotte                 | 226              |
| Pocahontas            | Tazewell                  | 389              |
| Poquoson              | Ville indépendante        | 12 150           |
| Port Royal            | Caroline                  | 126              |
| Portsmouth            | Ville indépendante        | 95 535           |
| Pound                 | Wise                      | 1 037            |
| Pulaski               | Pulaski                   | 9 086            |
| Purcellville          | Loudoun                   | 7 727            |
| Quantico              | Prince William            | 480              |
| Radford               | Ville indépendante        | 16 408           |
| Remington             | Fauquier                  | 598              |
| Rich Creek            | Giles                     | 774              |
| Richlands             | Tazewell                  | 5 823            |
| Richmond              | Ville indépendante        | 204 214          |
| Ridgeway              | Henry                     | 742              |
| Roanoke               | Ville indépendante        | 97 032           |
| Rocky Mount           | Franklin                  | 4 799            |
| Round Hill            | Loudoun                   | 539              |
| Rural Retreat         | Wythe                     | 1 483            |
| St. Paul              | Wise, Russell             | 970              |
| Salem                 | Ville indépendante        | 24 802           |
| Saltville             | Smyth, Washington         | 2 077            |
| Saxis                 | Accomack                  | 241              |
| Scottsburg            | Halifax                   | 119              |
| Scottsville           | Albemarle, Fluvanna       | 566              |
| Shenandoah            | Page                      | 2 373            |
| Smithfield            | Isle of Wight             | 8 089            |
| South Boston          | Halifax                   | 8 142            |
| South Hill            | Mecklenburg               | 4 650            |
| Stanardsville         | Greene                    | 367              |
| Stanley               | Page                      | 1 689            |
| Staunton              | Ville indépendante        | 23 746           |
| Stephens City         | Frederick                 | 1 829            |
| Stony Creek           | Sussex                    | 198              |
| Strasburg             | Shenandoah                | 6 398            |
| Stuart                | Patrick                   | 1 408            |
| Suffolk               | Ville indépendante        | 84 585           |
| Surry                 | Surry                     | 244              |
| Tangier               | Accomack                  | 727              |
| Tappahannock          | Essex                     | 2 375            |
| Tazewell              | Tazewell                  | 4 627            |
| The Plains            | Fauquier                  | 217              |
| Timberville           | Rockingham                | 2 522            |
| Toms Brook            | Shenandoah                | 258              |
| Troutdale             | Grayson                   | 178              |
| Troutville            | Botetourt                 | 431              |
| Urbanna               | Middlesex                 | 476              |
| Victoria              | Lunenburg                 | 1 725            |
| Vienna                | Fairfax                   | 15 687           |
| Vinton                | Roanoke                   | 8 098            |
| Virgilina             | Halifax                   | 154              |
| Virginia Beach        | Ville indépendante        | 437 994          |
| Wachapreague          | Accomack                  | 232              |
| Wakefield             | Sussex                    | 927              |
| Warrenton             | Fauquier                  | 9 611            |
| Warsaw                | Richmond                  | 1 512            |
| Washington            | Rappahannock              | 135              |
| Waverly               | Sussex                    | 2 149            |
| Waynesboro            | Ville indépendante        | 21 006           |
| Weber City            | Scott                     | 1 327            |
| West Point            | King William              | 3 306            |
| White Stone           | Lancaster                 | 352              |
| Williamsburg          | Ville indépendante        | 14 068           |
| Winchester            | Ville indépendante        | 26 203           |
| Windsor               | Isle of Wight             | 2 626            |
| Wise                  | Wise                      | 3 286            |
| Woodstock             | Shenandoah                | 5 097            |
| Wytheville            | Wythe                     | 8 211            |